# Frankenstein (programma televisivo)
Frankenstein è stato un programma televisivo italiano andato in onda per dieci puntate, dal 27 marzo al 29 maggio 2006 in seconda serata su Italia 1, condotto da Fabio Canino.

## Il programma
Appartiene al filone dei reality di gender swap, un programma che permette alle persone di cambiare totalmente identità. Si tratta di un nuovo genere televisivo che oltreoceano ha già riscosso un enorme successo e da cui sono nati diversi e interessanti spin-off che hanno attirato l'attenzione di pubblico e critica.
In Italia il cuore della trasmissione è centrato sul percorso compiuto dal protagonista dell'episodio che desidera essere trasformate e cambiare temporaneamente identità (aspetto, età, sesso...).
In ogni puntata un candidato si rivolgeva a "Frankenstein" ed illustrava la sua storia di vita, i risvolti curiosi, drammatici o divertenti che lo spingono a volere cambiare il proprio essere per capire meglio, per poter modificare punto di vista, per acquisire sicurezza o per semplice curiosità. Ciascun candidato ha motivazioni di trasformazione diverse ed esigenze specifiche.
Un cast di professionisti assiste il conduttore a preparare il candidato per il suo cambiamento. Alcuni sono ricorrenti:
Make-Up: Sergio Stivaletti, grazie alle sue doti e tecniche di make-up, realizza le necessarie maschere sul calco del viso del protagonista;
Voce e Comportamento: Sean Patrick-Lovett assiste e guida il protagonista nel modificare il proprio portamento, gestualità e voce, per meglio dissimulare la propria identità ed entrare nel personaggio, nonché a ricercare le necessarie motivazioni per perseguire la missione.
Al termine della puntata, ove vengono riassunti i punti cruciali della preparazione, il protagonista doveva affrontare la "prova", ovvero il cimentarsi nei nuovi panni nella situazione desiderata. Il cast a tale fine si organizza (e organizza) la preparazione della situazione lasciando al protagonista il ruolo di gestire autonomamente la propria sfida. Spesso tale prova impone di interagire o presentarsi in ambienti famigliari o tra gente conosciuta nei suoi nuovi panni, dimostrando di essere riuscito a simulare la nuova identità.
Molteplici le tematiche trattate,  rivalse sociali, rapporto padre figlio, relazioni sentimentali e affettive in genere.
Gli autori erano Claudio Canepari, Mariano Cirino, Luca Mayenza.
Il programma ha ottenuto uno share del 13-14%.

## Argomenti di alcune puntate
1. Una ragazza di vent'anni si trasformerà in una sessantenne per avvicinare i suoceri e capire che cosa davvero pensino di lei.
2. Il padre di un ragazzino appassionato dei personaggi cartoon Fantastici 4 realizzerà i sogni del figlio trasformandosi nella Cosa (l'Uomo Roccia) regalandogli la possibilità di passare un'intera giornata con figlio, nei panni del suo eroe preferito.
3. Andrea, un ragazzo che lavora come magazziniere presso una libreria e nel tempo libero svolge attività di volontariato per ragazzi affetti dalla sindrome di Down. La sua richiesta è quella di essere trasformato in una persona down, per poter comprendere al meglio le difficoltà, pratiche e psicologiche, dei giovani da lui accuditi.
4. Federica Fontana ha chiesto di essere imbruttita per poter misurarsi con la reazione della gente senza il filtro benevolo della bellezza.
5. Letizia Boupkouele, una ex ragazza di Non è la Rai, si è "trasformata" in un uomo